# Mrs. Upton's Device
Mrs. Upton's Device è un cortometraggio muto del 1913 diretto da James W. Castle.

## Produzione
Il film fu prodotto dalla Vitagraph Company of America.

## Distribuzione
Distribuito dalla General Film Company, il film - un cortometraggio in una bobina - uscì nelle sale cinematografiche statunitensi il 13 ottobre 1913.